# Nikolaus Elerdt
Nikolaus Elerdt (auch Elerdus, Elerd, Elert; * 17. Oktober 1586 in Wusterhausen/Dosse; † 14. August 1637 in Berlin) war ein deutscher lutherischer Theologe und Liederdichter.

## Leben

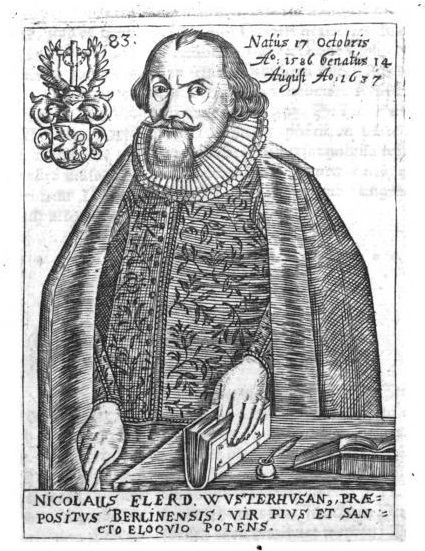
Bildnis Nicolaus Elerd nach Martin Friedrich Seidels Bilder-Sammlung

Nikolaus Elerdt war der älteste Sohn des Pfarrers Bartholomäus Elerdt (* 1552) und einer Tochter des Hofpredigers Joachim Pasche. Er ging 1597 auf die Schule in Guben, dann nach Ruppin, Berlin, Brandenburg an der Havel und Zittau. 1606 immatrikulierte er sich an der Universität Wittenberg, konnte aber aus finanziellen Nöten seine Studien nicht fortsetzen und nahm 1611 eine Berufung als Rektor nach Mittenwalde an. Am 7. Februar 1612 kam er als Prediger an die Marienkirche in Berlin und wurde 1632 Propst an der Nikolaikirche.
Elerdt gehört zum Kreis der lutherischen Theologen, die sich im Umfeld von Paul Gerhardt bewegten. So verfasste er Gelegenheitsgedichte auf Johannes Coler, Petrus Vehr und andere. Auch die Widrigkeiten des Dreißigjährigen Krieges gingen an ihm nicht spurlos vorüber. Als es in Berlin 1622 aus finanziellen Gründen einen Aufstand gab und die Häuser von angesehenen Kaufleuten gestürmt wurden, beruhigte er die erhitzten Gemüter mit seiner Predigt Annonae charitas Marchia oder teure Zeit der Hungersnot. Sein Kirchenlied O ew’ger Gott, Herr Zebaoth steht in Johann Crügers Praxis pietatis melica von 1661.